# Charpentier
Pour les articles homonymes, voir Charpentier (homonymie).

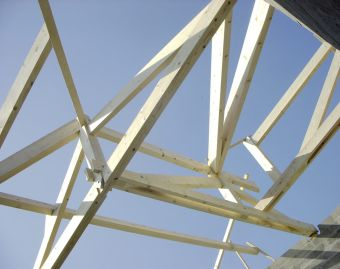
Exemple de charpente traditionnelle avec arétiers et noue.

Un charpentier ou une charpentière est une personne exerçant sous le statut d'ouvrier ou d'artisan, spécialiste de la charpente. Au XXIe siècle, il réalise et pose des assemblages participant à la constitution de l'immeuble dont les composantes sont la charpente et l'ossature générale.
Jusqu'à la révolution industrielle, son métier s'exerce exclusivement avec du bois. Avec le développement de la sidérurgie sur d'autres matériaux, comme les métaux, on parle alors de charpente métallique et de charpentier en fer. Son domaine professionnel est la charpente. Il est chargé lors des constructions ou lors de rénovations, de la construction (taille) et mise en place (levage) ou de l'entretien des charpentes définitives. Il peut travailler sur les églises, les monuments historiques, les ponts, les bâtiments industriels ou le logement individuel. Il réalise également les plafonds à la française, les coffrages pour les maçons ou les maisons en bois. Par analogie avec une charpente retournée, la construction navale emploie le charpentier de marine pour la construction des ossatures de navires.
A contrario, le menuisier, lui, fabrique et pose des objets meubles (mobiles et de plus petite taille) comme les fenêtres, les portes.

## Histoire

### Préhistoire

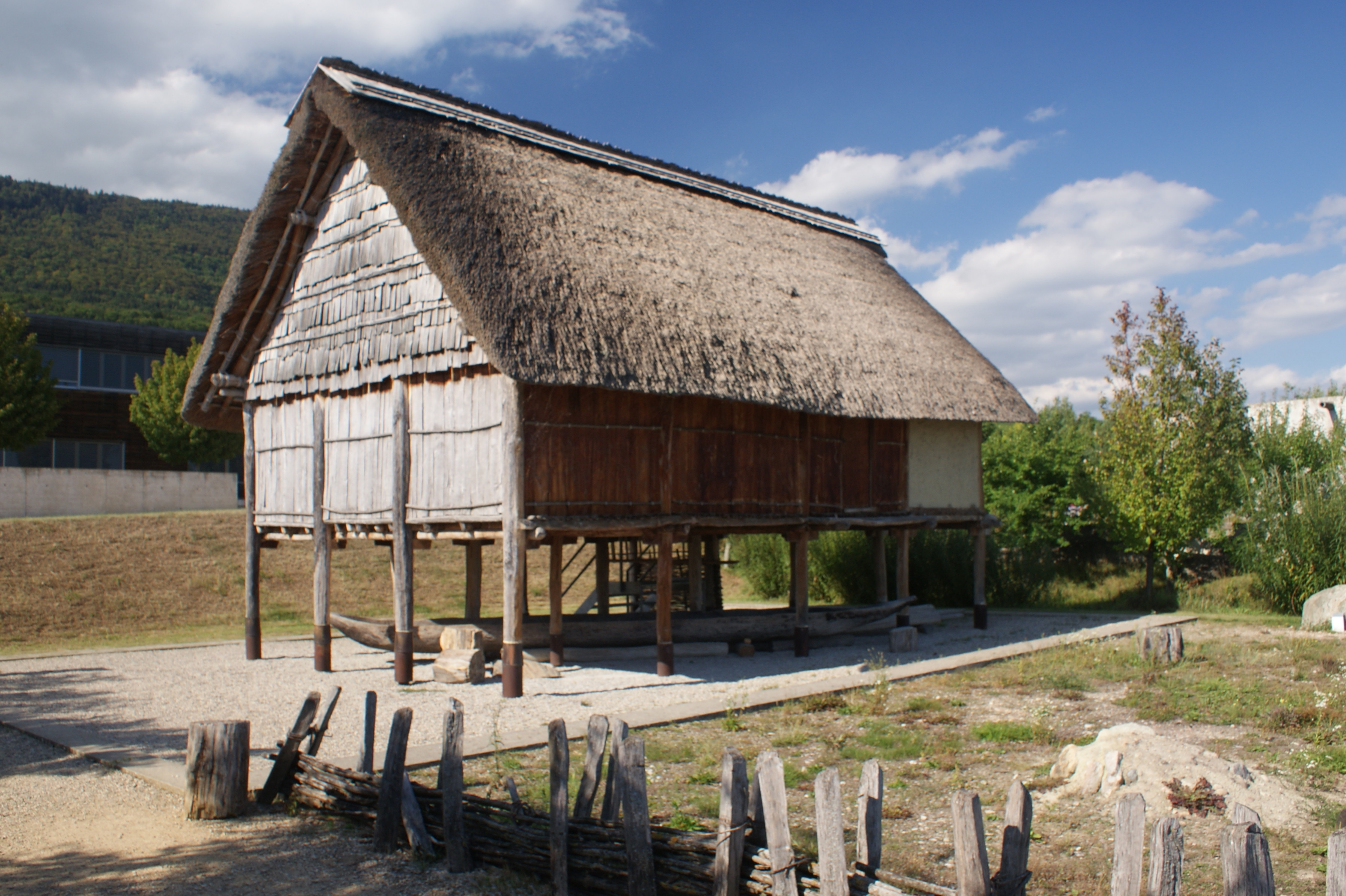
Reconstruction habitation néolithique à Hauterive en Suisse.

Le charpentier est le plus ancien des ouvriers du bâtiment. Si l'on remonte aux premières cabanes, c’est avec une hache de pierre attachée avec des lanières de cuir à un manche de bois ou de corne que les artisans des temps préhistoriques coupaient et débitaient les bois, lorsque les habitants de la préhistoire eurent abandonné les grottes et les souterrains qui leur servaient d’asiles. Les outils évoluèrent et le charpentier préhistorique a laissé de nombreuses traces de ses constructions, en particulier les habitations lacustres, les sites palafittiques préhistoriques autour des Alpes par exemple.

### Antiquité

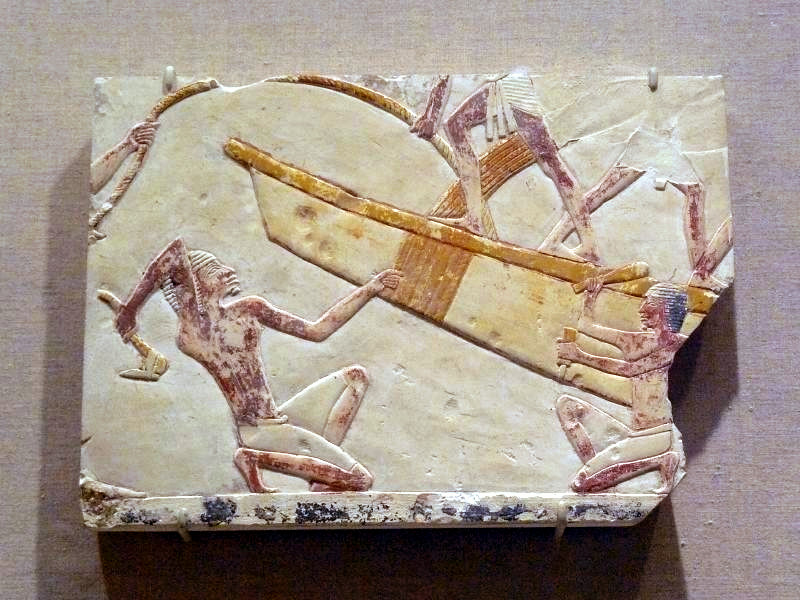
Scène de construction d'un bateau égyptien (664-634) sur du calcaire peint (musée de Brooklyn).

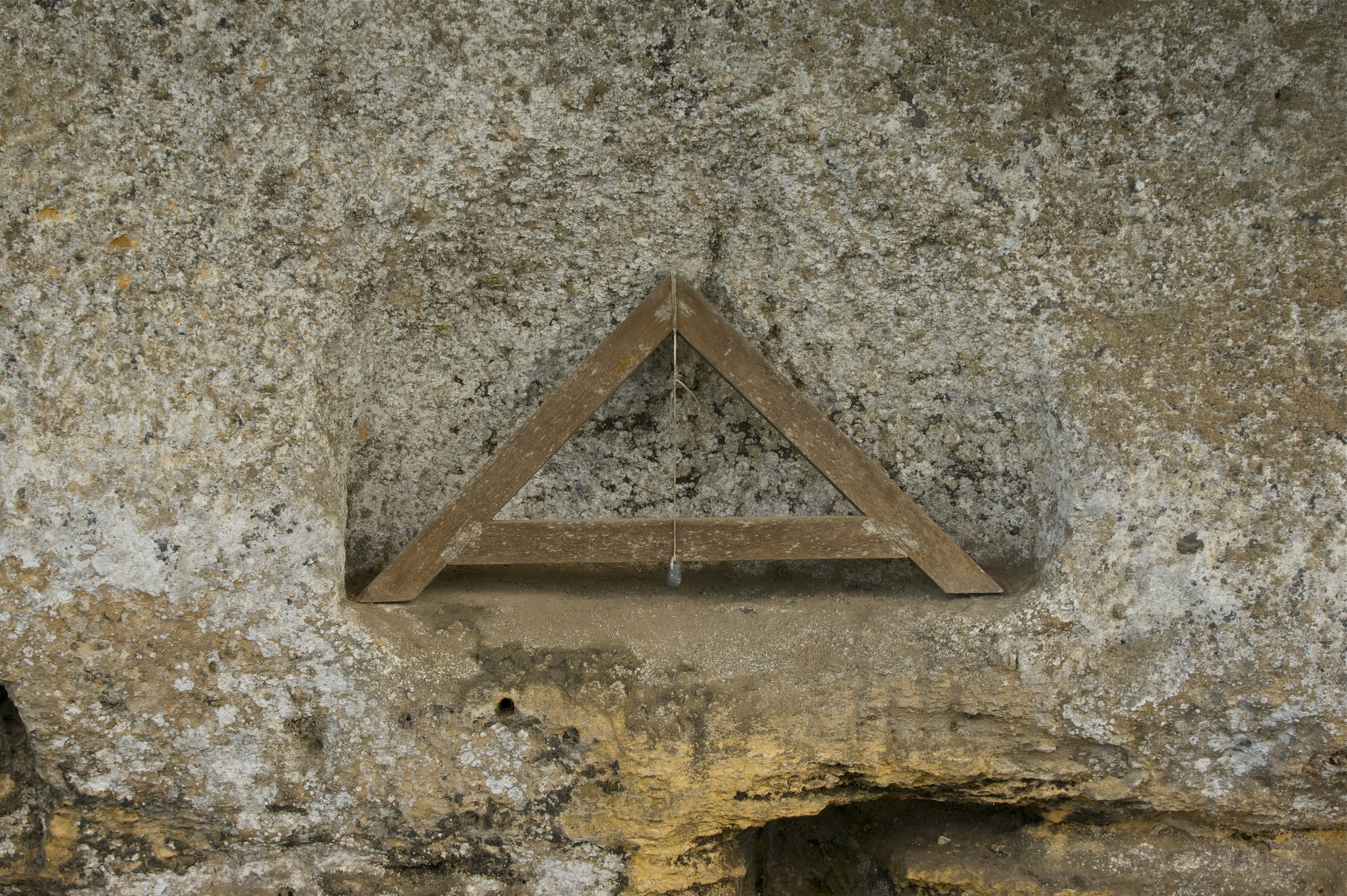
Niveau de charpentier, ou archipendule.

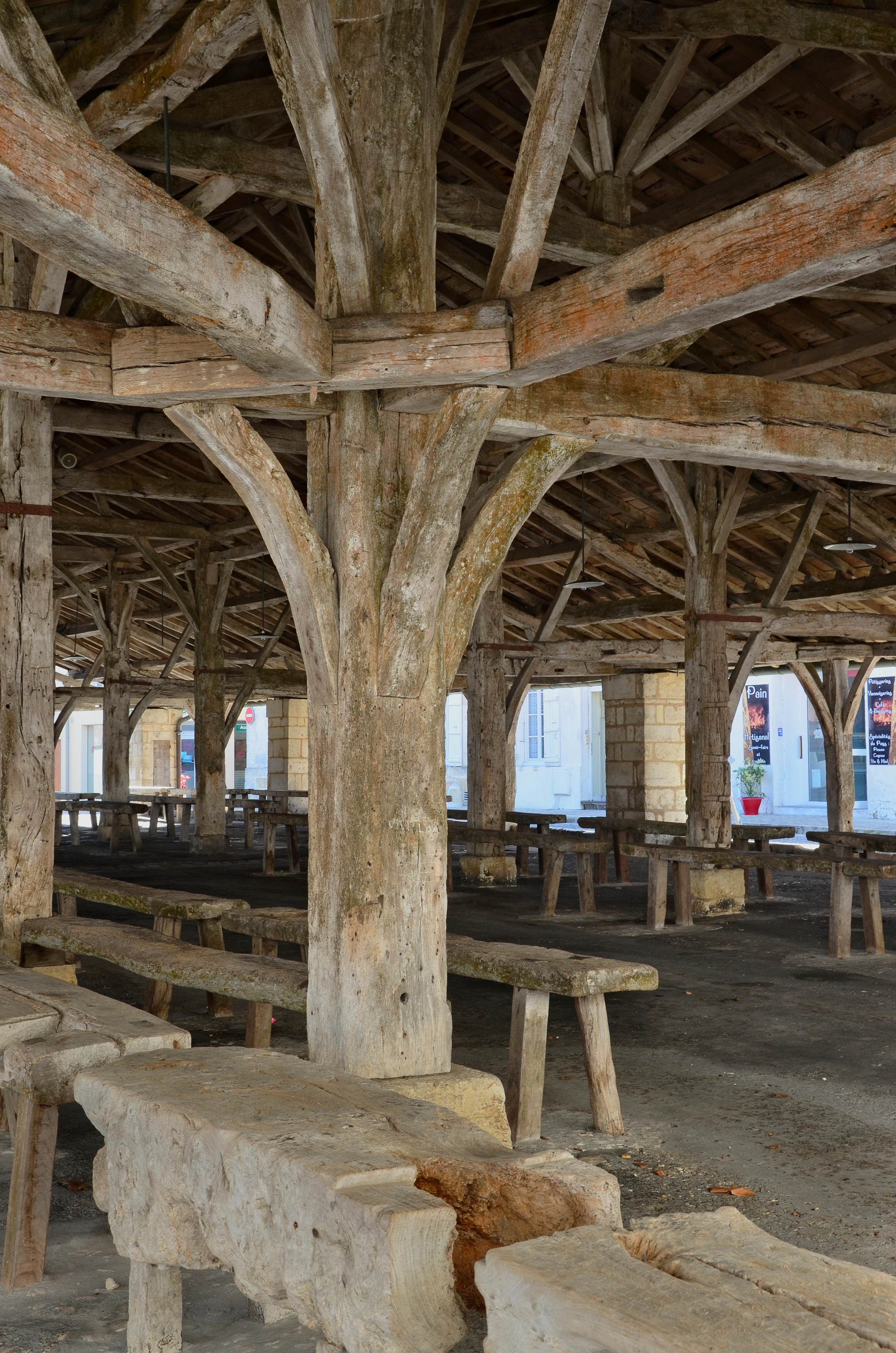
Détail de la charpente des Halles, Cozes, Charente-Maritime.

La bible cite un charpentier mythique de l'antiquité dans la personne de Noé. Beaucoup plus tard, on lit, toujours selon la bible, que Joseph, père de Jésus de Nazareth, était charpentier.
Les Égyptiens, par manque de bois, ont peu développé le côté charpentier dans l'art de la construction, mais il n'était pas absent dans la construction de bateaux et la manipulation des blocs de pierre. Les Égyptiens possédaient un outillage assez complet, parmi lequel on remarque la scie à main, la scie montée dans un châssis de bois, le maillet, une coignée de forme bizarre, le ciseau emmanché. Ces outils sont reproduits sur des bas-reliefs qui ont six mille années d’existence sur lesquels on voit le charpentier égyptien tailler les bois, en fabriquer des navires, des meubles, des coffres. 

Voici ce que dit Vitruve à propos des premières habitations en Europe : 

« L’ordre qu’ils suivirent au commencement fut de planter des fourches, y entrelaçant des branches d’arbres et les remplissant et enduisant de terre grasse desséchée, sur lesquels posant des pièces de bois en travers, ils couvrirent le tout de cannes et de feuilles pour se défendre du soleil et de la pluie. Mais parce que ces couvertures ne suffisaient pas contre le mauvais temps de l'hiver, ils élevèrent des combles en penchant, les enduisant de terre grasse pour faire écouler les eaux. (...) c’était ainsi que dans la Gaule, en Espagne, en Portugal et en Aquitaine, les maisons étaient construites et couvertes de chaume ou de bardeau fait de chêne fendu en manière de tuiles. »

Les premières maisons grecques étaient, ainsi que leurs temples et les autres édifices, construits en bois. Les poteaux furent les précurseurs des colonnes et le comble fit imaginer le fronton. Les combles grecs étaient semblables à ceux que les charpentiers établissent dans les temps modernes, fermes composées d’arbalétriers avec poinçons et contrefiches, pannes, entraits, chevrons ; toutes ces pièces étaient de même forme et placées comme on le fait traditionnellement au XXe siècle.
Les Romains qui, du reste, procédèrent des Grecs, suivirent leurs traditions. Mais ils inventèrent les voûtes d’arête, hémisphériques et en cul de four, construites en bois ou en mortier et débris de pierre sur des cintres fabriqués par leurs charpentiers. Les traces de ces cintrages sont encore visibles dans plusieurs ruines romaines. Vitruve indique les différentes essences de bois dont les Romains se servaient pour bâtir : chêne, orme, frêne, hêtre, peuplier, cyprès et sapin. Détaillant leurs propriétés particulières, il fait l’éloge de celles du chêne et du sapin. Les ouvriers grecs et romains perfectionnèrent les outils : ils inventèrent le compas. Leurs charpentiers se servaient du rabot, des vrilles et tarières, de la gouge, de l’herminette, du cordeau. La chèvre, les moufles et la grue étaient, chez eux, en usage.
Le rôle du charpentier romain était considérable. Pline l'Ancien cite deux exemples de son habileté et de la hardiesse de ses constructions : Du temps de César, les charpentiers élevèrent deux immenses théâtres en bois. De jour, ces deux théâtres étaient adossés et l'on y jouait, en même temps, dans chacun d’eux. Le soir, ils tournaient sur un pivot et formaient alors un amphithéâtre où venaient combattre, des gladiateurs. Second exemple, un théâtre en charpente, construit aussi à Rome, qui pouvait recevoir quatre-vingt mille spectateurs. Dans les premiers temps, les constructions romaines furent couvertes en bardeaux, des planches d’environ 0,32 m de long, que l’on employait en guise de tuiles, qu'on appelait scandula ou scindula. L’usage de ces bardeaux fut général à Rome jusqu'au temps de la guerre de Pyrrhus (280 av. J.-C.). L’artisan qui couvrait les maisons par ce procédé était le scandularius, appartenant par son métier, à la corporation ou collège des ouvriers travaillant le bois (collegiati corporati).
Le charpentier romain était un auxiliaire précieux pour les armées. Il fabriquait des machines de guerre extrêmement puissantes, capables de grands efforts en balistique. Elles lançaient des flèches et des javelots, et des pierres de grosse dimension. D'autres engins étaient disposés pour enfoncer les retranchements et les portes des cités. Des tours mobiles à plusieurs étages déposaient les soldats sur les murailles des villes assiégées ; des grues tournantes (corvus) enlevaient leurs défenseurs à l’aide des pinces ou des grappins qui terminaient ces formidables machines. Des tortues (engins militaires) servaient à abriter les soldats qui comblaient les fossés. Enfin, les retranchements, les abris d’attaque ou de défense, les ponts volants et les travaux de fortification passagère en bois étaient aussi l’œuvre des charpentiers militaires romains . Les assemblages de la charpente romaine étaient ceux utilisés par les charpentiers traditionnels : les tenons et mortaises sont cités par Vitruve ; il en est de même pour l’assemblage à queue-d'aronde, tenon en forme de hache désigné sous le nom de cardo securiculatus.
La plupart des temples de l'antiquité avaient une toiture en bois qui avec le temps a été détruite.
En Gaule, les villes gallo-romaines ressemblaient à celles de l’Italie ; elles avaient des édifices publics de même nature : arcs de triomphe, réserves alimentaires ou greniers, thermes, amphithéâtres. Les maisons étaient généralement séparées les unes des autres par des ruelles. Tous ces bâtiments avaient l’aspect romain, la maçonnerie, et la charpente ne s’éloignaient de la tradition romaine que par la différence des matériaux. En revanche, dans les campagnes, les demeures des paysans gaulois étaient bien humbles : des huttes rondes d’argile surmontées d’une charpente primitive, couverte de roseaux et de chaume, des cabanes de planches assujetties sans art.
Sous les Francs, il y avait des esclaves pratiquant les arts mécaniques, et qui ne pouvaient être vendus. Que l’on dérobe un esclave franc, qu’on le tue, qu’on le vende ou qu’on l'affranchisse, on payait également une indemnité de 1 400 deniers ou de trente-cinq sous. Les dommages et intérêts s’élevaient au double, lorsque l'esclave était forgeron, meunier, charpentier, etc. (ces sous sont des sous d'or).
Les forêts gauloises occupaient la plus grande partie du territoire; elles alimentèrent non seulement le pays, mais encore jusqu'à l’Italie. Elles permirent aux Romains d’exécuter rapidement leurs grands travaux où d’énormes quantités de bois étaient nécessaires. Paris, en ce temps-là était surtout la Cité : elle renfermait le Palais, ainsi que la Cathédrale, dénommée d’abord Saint-Étienne, et d'autres édifice. Entre ces monuments, qui étaient - sauf les principaux -, des bâtiments construits en charpente, se trouvaient des maisons et cases de bois, occupant les terrains coupés de rues et de ruelles, entourés de remparts dont les portes, tours ou citadelles, étaient autant d’ouvrages de charpenterie grossière. La charpente jouait un très grand rôle dans la construction de ces édifices, parfois détruits par des incendies. Depuis le temps où l’empereur Julien aimait à résider à Paris, la Cité était desservie par deux ponts de bois qui portèrent les noms de Petit et de Grand Pont. Les têtes de ponts qui défendaient ces ouvrages étaient encore des fortifications en charpentes reposant sur des massifs de maçonnerie.

### Catégories de métiers

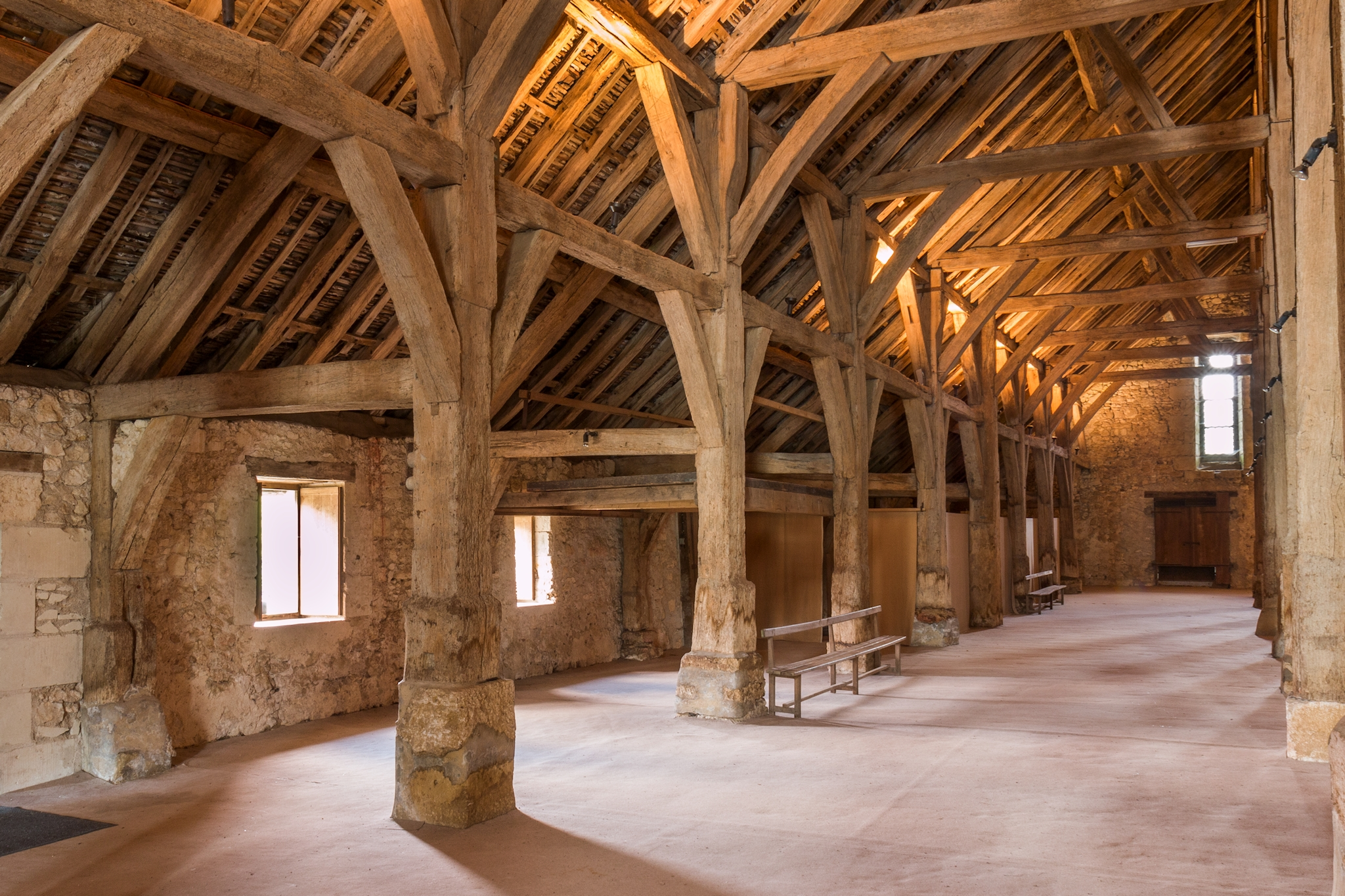
Charpente de la grange de Meslay, ferme fortifiée du XIIIe siècle (1220).

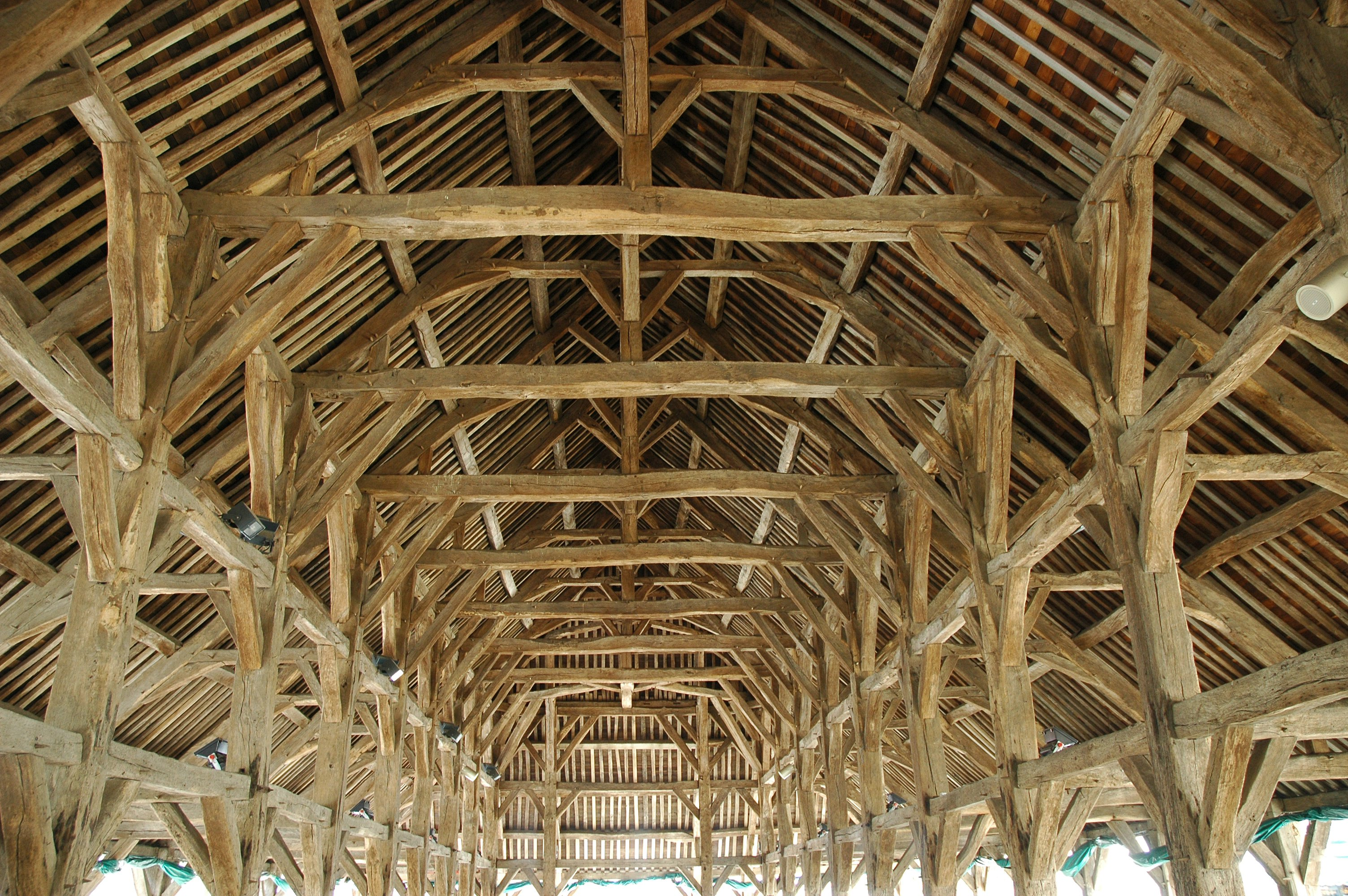
Halles de Questembert dans le Morbihan en Bretagne. Le bâtiment et son architecture datent du XVIe siècle.

Le corps de métier des charpentiers ou plutôt de la communauté de ce métier, car c’est le titre que portait l’ensemble des artisans de la même profession, composée de maîtres, de  valets (ou ouvriers) et d’apprentis. Aussi cette corporation, fut-elle comprise dans l’organisation ordonnée par Louis IX et réalisée par les règlements d'Étienne Boileau, le célèbre prévôt des marchands, vers 1260. Les communautés de métiers obtinrent, de Saint Louis, des règlements spéciaux et distincts. Le métier de charpentier faisait partie des métiers déclarés francs, c’est-à-dire qu’il pouvait être librement exercé, pourvu que l’on eût les connaissances, et l’argent nécessaires (les métiers non francs relevaient quant à eux, soit du roi lui-même, soit de l’un des seigneurs de la Cour, délégué du souverain qui l’avait nommé grand maître du métier).
Les grandes maîtrises accordées à titre gracieux par le roi à certains dignitaires de sa suite et que le monarque pouvait toujours ressaisir, donnaient droit à certains privilèges, comme la nomination des jurés, la perception du droit au métier et la perception d'une partie des amendes infligées pour inobservation des statuts. Les charpentiers avaient, pour grand maître de leur métier, le maître charpentier royal Foulques du Temple (?! A rectifier, ni les dates, ni les fonctions ne correspondent), était le charpentier du roi Saint Louis ; il lui donna cette maîtrise en 1258 et plaça sous sa juridiction les charpentiers et autres artisans qui travaillaient le bois ou, comme on disait à cette époque : « toutes manières d’ouvriers qui œuvrent du tranchant en merrien », à savoir les charpentiers grossiers qui faisaient les planchers, les combles et autres gros ouvrages du bâtiment, les huchiers, fabricants de coffres et de huches, les huissiers qui faisaient les huis (portes en bois), les tonneliers, les charrons et charretiers, les couvreurs qui revêtaient les combles de tuiles de bois, les cochetiers (fabricants de coches d'eau) et les faiseurs de nez (fabricants de petits bateaux), les tourneurs et les lambrisseurs ou lambroisseurs, auxquels on devait les lambris.
Cette puissante corporation comprenait donc au moins neuf spécialités de métiers ayant chacune leurs jurés chargés de la surveillance du métier et de l’exécution des lois et ordonnances qui le régissait. Si le grand maître abusait de son autorité, la corporation en appelait au roi qui donna souvent raison aux artisans luttant contre ce haut personnage.
La taille (impôt sur le revenu) constate, pour l’année 1292, à Paris, l’existence de 98 charpentiers, 47 charretiers, 18 charrons, 29 huchers. Ces artisans étaient, pour la plupart, les fils de ceux qui, réunis à leurs ouvriers, avaient soumis leurs règlements (ou plutôt leurs coutumes) au Prévôt des marchands qui, après avoir examiné et discuté ces titres, avait fait dresser les statuts contenus dans le célèbre Livre des métiers.
Le métier de charpentier recouvre tous les métiers du bois de fuste (de construction, opposé au bois de chauffe) qui participent à la construction des cathédrales, des églises, des abbayes, des forteresses et des maisons à pans de bois en réalisant les charpentes, les moules de voûtes ainsi que les échafaudages et les appareils de levage : grues, roues à écureuil, etc.
Le maitre-charpentier est alors autant architecte qu'Œuvrier (mot qui se transformera en ouvrier) et travaille avec le maître-maçon et le tailleur de pierre. Il est accompagné des apprentis et des compagnons. Par exemple, au XIIIe siècle, les charpentiers Louis Cordon et Simon Taneau, élevèrent la flèche de 109 mètres de hauteur de la cathédrale d’Amiens.

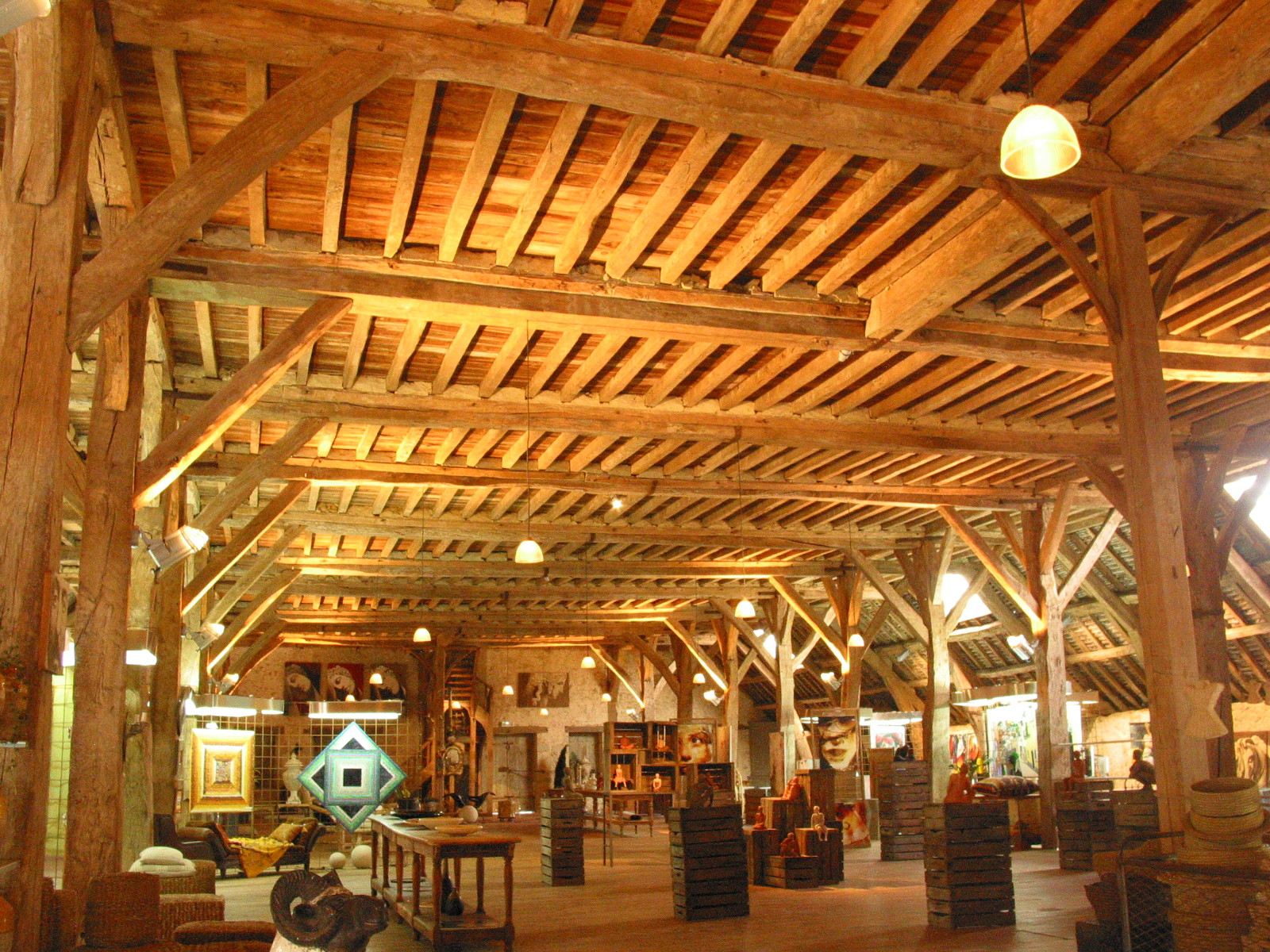
Le chai d'Antin Rouge Garance à Mugron dans les Landes datant du XVIIe siècle remarquable par sa charpente de 6 hectares de chênes et ses 2500 m2 de plancher.

L’art de la charpenterie était à son apogée au XVe siècle  « L'esprit des constructeurs s’était particulièrement appliqué à le perfectionner et ils étaient arrivés à produire des œuvres remarquables » (Viollet-le-Duc). Comme l'écrivait Viollet-le-Duc : Les assemblages des charpentes du Moyen Âge méritent d’être scrupuleusement étudiés; ils sont simples, bien proportionnés à la force des bois ou à l’objet particulier auquel ils doivent satisfaire. La prévision qui fait réserver, dans une longue pièce de bois, certains renforts, certains épaulements qui ajouteront à la force d’un assemblage, le choix des bois ou leur position suivant la place qu’ils doivent occuper, l’attention à ne pas les engager dans les maçonneries, mais à les laisser libres, aérés, indiquent de la part des maîtres la connaissance parfaite de leur art, des qualités des matériaux, l’étude et le soin; de même que la pureté et la juste proportion des assemblages indiquent chez les ouvriers une longue habitude de bien faire. Le charpentier du Moyen Âge n’appelle pas à son aide le serrurier, pour relier, brider ou serrer les pièces de bois qu’il met en œuvre, si ce n’est dans quelques cas particuliers et fort rares ; il se suffit à lui-même et le fer ne vient pas, comme dans les charpentes modernes, suppléer à l’insuffisance ou à la faiblesse des assemblages.
Et les charpentiers ne travaillaient pas qu'aux toits. Par exemple, le pont Notre-Dame de Paris fut reconstruit en bois en 1413. Le premier pieu en fut enfoncé par Charles VI. Il était chargé de soixante-cinq maisons et avait 28 mètres de large. Il s’effondra en 1499, par suite, dit-on, du manque d’entretien et malgré les prévisions d’un charpentier qui dénonça son mauvais état et, non seulement ne fut pas écouté, mais encore mis en prison pour avoir donné cet avis en insistant, très probablement, sur l’incurie des gens de la municipalité.
On peut diviser les ouvrages du charpentier en quatre, catégories bien différentes les unes des autres :
- La charpente civile, ou charpenterie de haute futaie, c'est-à-dire celle qui entre dans la construction des édifices, y compris les cintres et échafaudages; ceux-ci sont souvent très compliqués et très importants, roulants, de tournants, etc. Les échafauds du Panthéon ont tenu lieu de cintres pendant la construction des voûtes de l’édifice. Les ouvriers qui appartenaient à cette division consolidaient et soutenaient aussi les bâtiments en péril ; dès le XIIIe siècle, ils étaient fort habiles dans l’art d’étayer les constructions.

- La charpente hydraulique, comprenant la construction des ponts, digues, portes d’écluse, barrages et généralement tous les travaux en bois qui s’exécutent pour franchir les rivières, arrêter et retenir les eaux ;

- La charpente navale ou de marine, qui a pour objet principal la construction des vaisseaux ; dans cette catégorie, on place aussi l’édification des cales de radoub, des brise-lames, etc.

- La charpente mécanique ou d'usine, qui comprend la construction des rouages des moulins et fabriques, les manèges, les presses et toutes les grosses machines destinées à mouvoir, élever, descendre et transporter de lourds fardeaux.

Il faut encore ajouter, à cette classification, la charpente militaire, remplacée depuis par le corps spécial dit le Génie, qui n’a plus, du reste, à construire les ouvrages compliqués de défense et d’attaque d'autrefois. Ces ouvrages étaient, pour la plupart, considérables. Les beffrois, par exemple, étaient des tours de charpente disposées pour, étant rapprochées des murailles d’une ville assiégée, y déposer les assaillants. Elles étaient, à cet effet, garnies de ponts-levis ou d’abattants au sommet. Les bastilles ou bastillons, véritables constructions couvertes et garnies de hourds ou échafauds en encorbellement fermés permettant de lancer des projectiles sur les ennemis, étaient des édifices tout en bois, servant de fortifications temporaires. Ces hourds étaient aussi accolés aux murailles des tours et courtines ; il y en avait de deux étages. Leurs faces étaient perforées de meurtrières et leurs planchers avaient des vides pour le passage des pierres, de l’huile bouillante ou de la poix projetées sur les assaillants. Le château de Laval a conservé ses hourds dont la construction semble remonter au XIIIe siècle. C’est un travail de charpente qui se relie au comble de la tour du château et, par conséquent, fait exception à la règle générale qui voulait que les hourds fussent d’usage momentané. Ici, ils sont à demeure. Le charpentier militaire construisait encore les bretèches, ressemblant beaucoup aux hourds. Accolées aux murailles, ces défenses étaient fixes. C’était encore le charpentier militaire qui fabriquait les ponts-levis, les mantelets pour abriter les pièces d’artillerie, les fûts (ou affûts) des canons, etc.
On distingue jusqu'au XVIIe siècle, les charpentiers de la grande cognée pour les travaux de grande structure et les planchers, et les charpentiers de la petite cognée, pour ouvrages de moindres dimensions comme les coffres et les bancs (XIIIe siècle). Ces derniers s'étant spécialisés dans la fabrication d'ouvrages plus petits, lorsqu'ils fabriquaient des portes plutôt que des portails ou portes monumentale (tout ce qui concerne les huisseries), on disait qu'il s'occupaient de la menu huisserie (qui deviendra menuiserie).

### Communauté de métier
Toutes les confrérie avait leur chapelle, placée sous l’invocation de leur patron. Les charpentiers paraissent avoir choisi, en premier lieu, St-Louis et St-Blaise, de concert avec les maçons et, plus tard, St-Joseph, pour protecteurs célestes ; leur chapelle à Paris était installée dans l’église St-Nicolas-des Champs. Les jours de fête, tous les membres de la corporation, maîtres, valets et apprentis, étaient tenus d’assister aux offices ; des délégations la représentaient aux cérémonies de famille. On le voit, la corporation était un lien puissant qui, dans ces temps de foi et de croyance religieuse réunissait, par tous les moyens, en un solide faisceau, toutes les forces vitales du métier.
Mais les assemblées des confrères donnèrent lieu, par la suite, à de graves désordres, si bien qu’elles furent interdites à diverses reprises. Nous voyons qu’en novembre 1670, il fut défendu « de faire assemblées autrement que devant le lieutenant-général de la Police et le procureur du roi, sous prétexte de confrérie. » Cet arrêt est signé par Nicolas de La Reynie.

### Organisation interne

#### Apprentissage
Tous les maîtres qui exerçaient depuis au moins un an et un jour avec savoir et sagesse et qui possédaient des ressources suffisantes, avaient le droit de prendre pour apprentis leurs fils et leurs parents, sans fixation de nombre, et c’étaient les apprentis privés ; les autres étaient les apprentis étrangers. Les charpentiers ne pouvaient avoir qu’un apprenti, avec l’obligation de servir en cette qualité au moins quatre ans. Le temps fixé était un minimum que le maître pouvait dépasser à son gré..
Le maître devait être capable d’enseigner son métier, il devait être honorablement connu et « souffisans d’avoir », c’est-à-dire dans une bonne situation, dans une certaine aisance. Il devait avoir au moins un ouvrier, afin que l’apprenti put être enseigné même en l’absence du chef de l’atelier. L’apprenti devait être nourri, logé, vêtu convenablement et traité comme l’enfant de la maison. Si l’apprenti menait une mauvaise conduite, s’il s’enfuyait de l’atelier, on lui permettait de revenir à de meilleurs sentiments et on ne le bannissait définitivement du métier qu’au bout d’un certain laps de temps qui, généralement, était fixé à un an et un jour.
L’apprentissage pouvait, dans de certains cas, être cédé ou racheté ; mais celui qui cédait son apprenti ne pouvait en prendre un autre avant l’expiration du terme fixé par les conventions antérieures .
Dans le vocabulaire des compagnons du tour de France, l'apprenti charpentier est dénommé « lapin ».

#### Ouvriers aloués
Les valets, varlets aloués ou simplement aloués, étaient les ouvriers contemporains. Autrefois, le mot ouvrier était un terme général qui s'appliquait à tous les artisans, maîtres et ouvriers. Les aloués se louaient aux maîtres pour un temps déterminé, soit à la semaine, au mois, à la demi-année, à l’année ; par exception, on les engageait quelquefois seulement pour un jour, mais on ne devait pas le dépasser, autrement, au commencement du second jour, il fallait régulariser le louage suivant la coutume.
À Paris, en France, le lieu d’embauchage des ouvriers charpentiers, des huchers, huissiers, etc., était le même que celui des maçons. C’était « la place jurée à l'Aigle au carrefour des Chans » près de la rue St-Antoine. Les ouvriers devaient s’y rendre « sanz asamblée et sans bannie, » c’est-à-dire paisiblement, sans bruit ni désordre.
Après avoir été reconnus capables au point de vue du travail et donné des preuves de leur conduite, les ouvriers prêtaient serment d’obéir aux règlements et de dénoncer les contraventions qu’ils verraient commettre, avec le nom des coupables, même s’il s’agissait de leurs maîtres. Mais, pour être admis comme valet dans l’atelier d’une ville quelconque, il fallait avoir fait son apprentissage dans la localité même. Autrement, il fallait redevenir apprenti. Le maître ne pouvait prendre chez lui les valets d’un confrère sans s être assuré qu’ils étaient libérés de leurs engagements.
Parmi les jurés se trouvaient souvent des valets.

#### Maîtrise
Le « maître » ou « prud'homme » devait, au moment de son établissement « avoir de coi », c’est-à-dire être en possession d’un capital suffisant : il était examiné et reçu par les maîtres et jurés de son métier. Après sa réception, il jurait, sur les reliques, d’observer fidèlement les règlements. Tous les gens du métier assistaient ensuite à une cérémonie qui, généralement, se terminait par un repas copieux. Ces banquets furent interdits, plus tard, par l'autorité. Si le maître mourait, les apprentis et les valets devaient continuer leur service pendant le temps fixé, soit pour le compte de la veuve, soit pour celui des descendants du décédé.

#### Jurande
Les « jurés » des charpentiers et ceux des maçons étaient nommés à vie, tandis que dans tous les autres métiers, ils étaient élus pour deux années seulement par l'assemblée des maîtres. Les charges de jurés-charpentiers et maçons étaient donc de véritables offices. Charles VI en défendit la vente.

#### Réglementation
Il était défendu :
- De travailler les samedis et les veilles des fêtes, après vêpres en temps ordinaire et après complies en temps de carême, afin de bien se préparer à la solennité du lendemain ;
- De travailler la nuit, dans la plupart des métiers ;
- De travailler en dehors de la vue du public, ce que l’on appelait « ouvrer en cachette »[2]
- De s’associer entre artisans.

Chacun des métiers ne pouvait empiéter sur un autre métier : ainsi le « huchier » qui fabriquait les huches, pétrins, coffres divers, etc. ne pouvait aucunement fabriquer les portes ou les fenêtres comme l'« huissier », ni les lambris comme le « lambrisseur », pas plus que ces deux sortes d’ouvriers spéciaux ne pouvaient fabriquer les coffres. D’autres prescriptions particulières existaient dans tous les métiers. 

#### Symboles de la communauté de métier

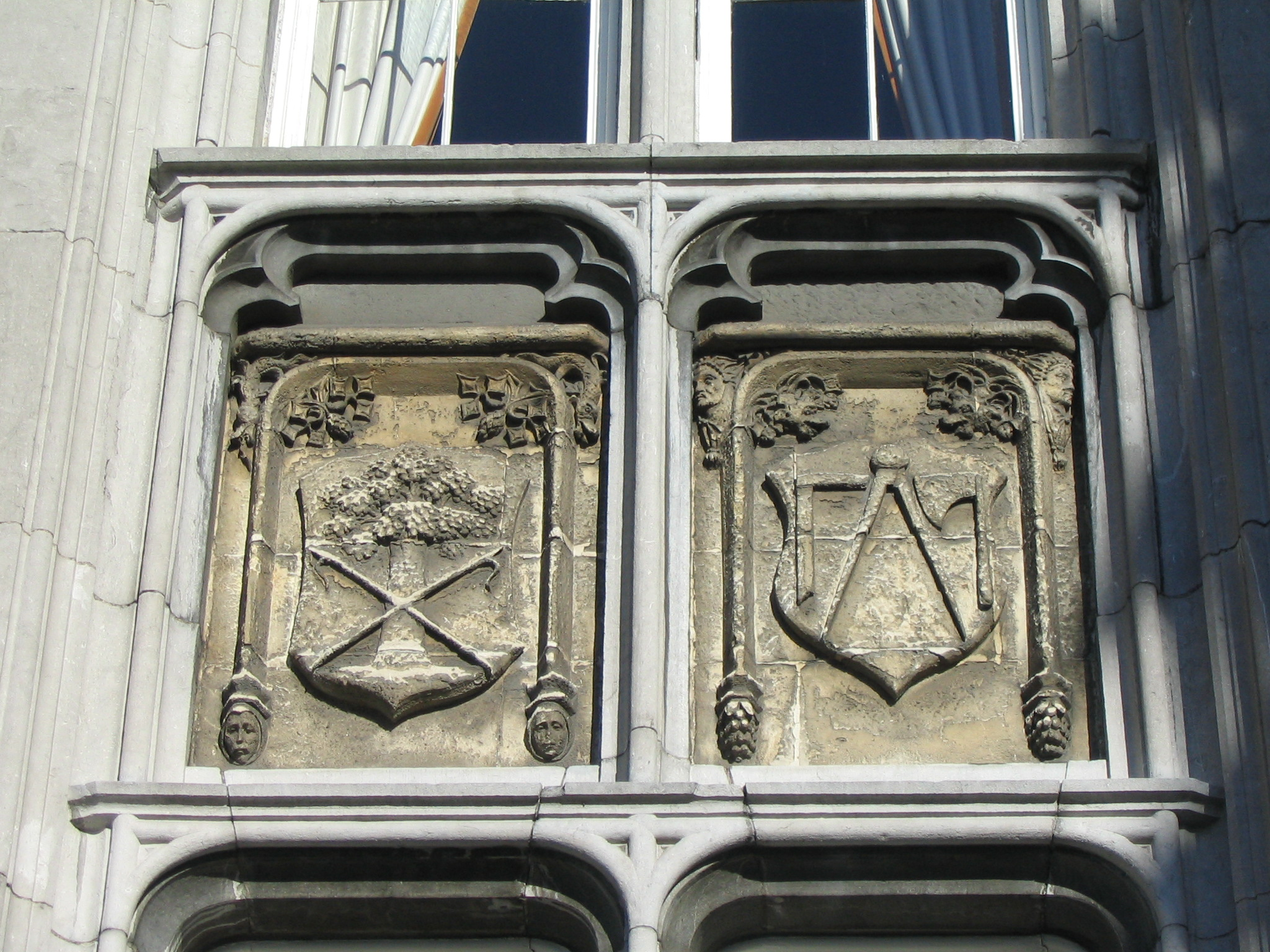
Blason des bûcherons charpentiers (palais provincial de Liège).

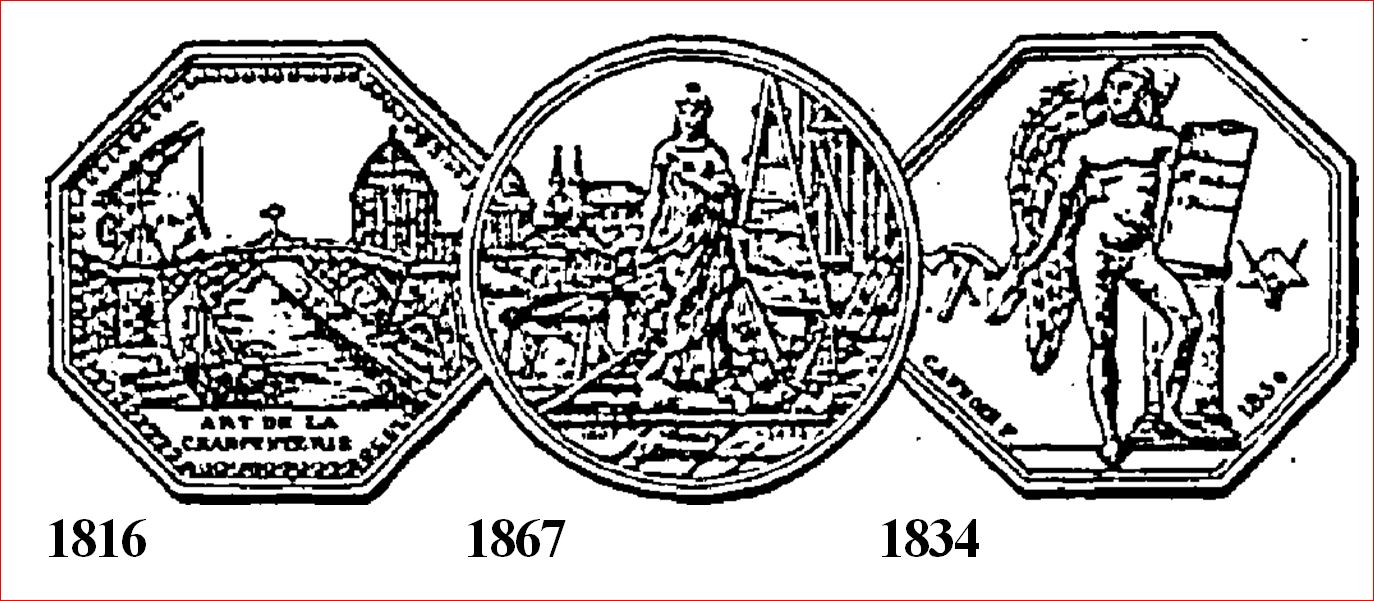
Jetons des charpentiers XIXe siècle.

Les armoiries de la corporation des charpentiers, indiquées par d’Hozier, dans son Armorial sont désignées en termes de blason : « d’azur, à un enfant Jésus tenant un compas et mesurant un dessin qui lui est présenté par St-Joseph, le tout d’or ». Les bannières des corporations paraissaient dans les grandes fêtes et les processions ; elles étaient portées par les dignitaires accompagnant les jurés, gardes du métier, tous en grand costume de cérémonie. Cet usage dura jusqu’à la Révolution.
Les jetons des métiers, qui indiquaient la présence aux assemblées ou qui servaient, à la fin de chaque semaine, à représenter le prix des journées de travail, remontent souvent à des époques éloignées.
Les Charpentiers ont des méreaux datant de 1556. La face de ces médailles représente Saint Blaise et Saint Louis, anciennement patrons de leur corporation et, en même temps, de celle des maçons, ces deux métiers, tout distincts et séparés qu’ils étaient au point de vue de leur administration intérieure, étant souvent confondus dans les règlements, d’ordre et de surveillance et ayant les mêmes maîtres des œuvres, comme au XVIe siècle : Guillaume Guillain, Jehan Bellée, Jehan Fontaine, Claude Girard, le premier «maistre des euvres de maçonnerye et charpenterye de la ville de Paris » les autres « charpentiers jurez du roy ès offices de maconnerye et de charpentage. »
Au revers de ces méreaux, sont représentés les outils du métier, tels que: la hache, l’équerre, le marteau et le compas auxquels on a adjoint la truelle, comme pour indiquer le lien étroit qui unissait les deux principales corporations du bâtiment. Ce n’est que plus tard que Saint Joseph devint le patron des charpentiers et cela se comprend aisément. Au Moyen Âge, St-Joseph était l’un des saints les moins invoqués ; on ne se plaçait guère sous sa protection et ce qui le prouve, c’est que son nom était, à cette époque, fort peu répandu.

La Chambre syndicale des Entrepreneurs de Charpente de Paris et du département de la Seine, fondée en 1807, a fait figurer, sur ses jetons de présence, le génie de la construction présentant un tableau sur lequel sont gravés les noms de Mathurin Jousse, de Philibert de l’Orme et de Nicolas Fourneau.  Elle fait ordinairement précéder les comptes rendus de ses travaux de la représentation de trois jetons accouplés, dont deux ont précédé celui que nous venons de décrire. Le plus ancien représente un pont et un pavillon surmonté d’un dôme, ouvrages de charpente. Il a été adopté par le Bureau des Charpentiers en 1816, mais il remonte à une époque moins récente et devrait porter, comme dans l’original, appartenant aux collections de la Ville de Paris, cette devise : « SERIES JUNCTURAQUE POLLENT ». Ce que nous traduisons par « Alliance fait puissance, » ou plus communément : « L'Union fait la force ». Le second de ces jetons nous montre la charpente personnifiée sous la figure d’une femme debout, entourée de l’outillage et des engins du métier. Au fond, sont un pan de bois et des constructions diverses.

Une coopérative de charpentiers parisienne en 1904, d'après un album promotionnel
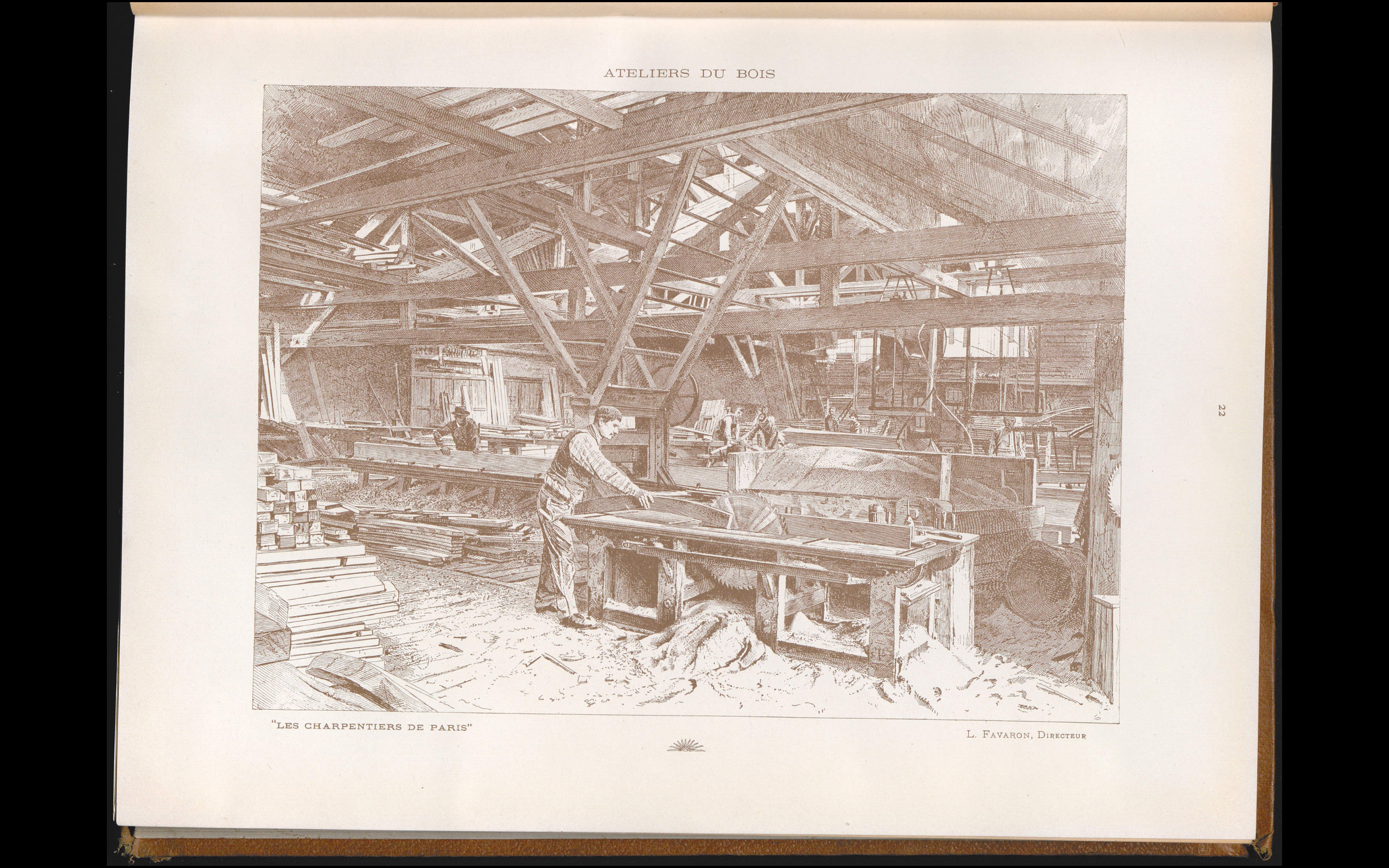
Gravure d'un atelier du bois
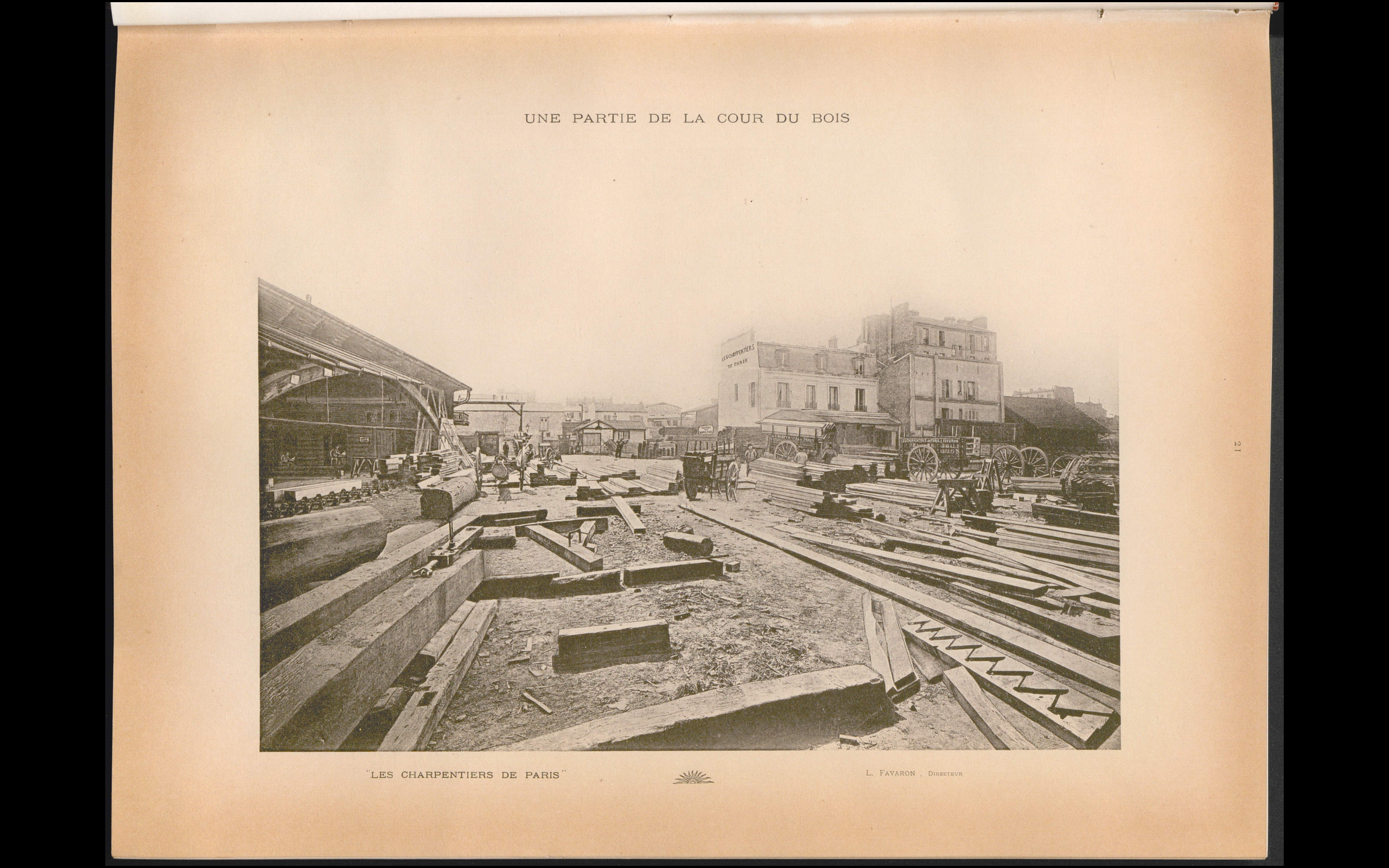
Dans la cour de l'atelier
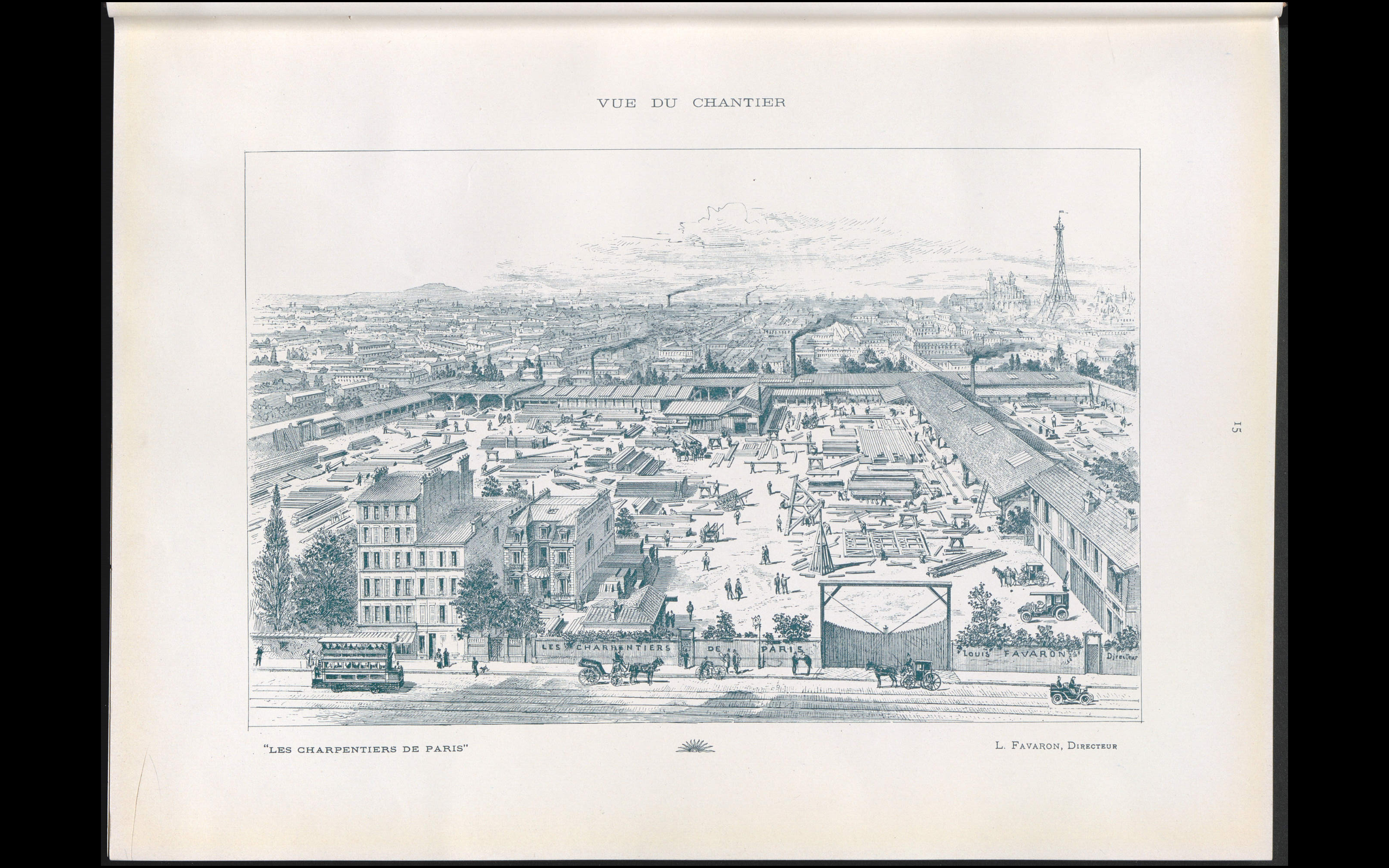
Gravure de l'ensemble de l'atelier
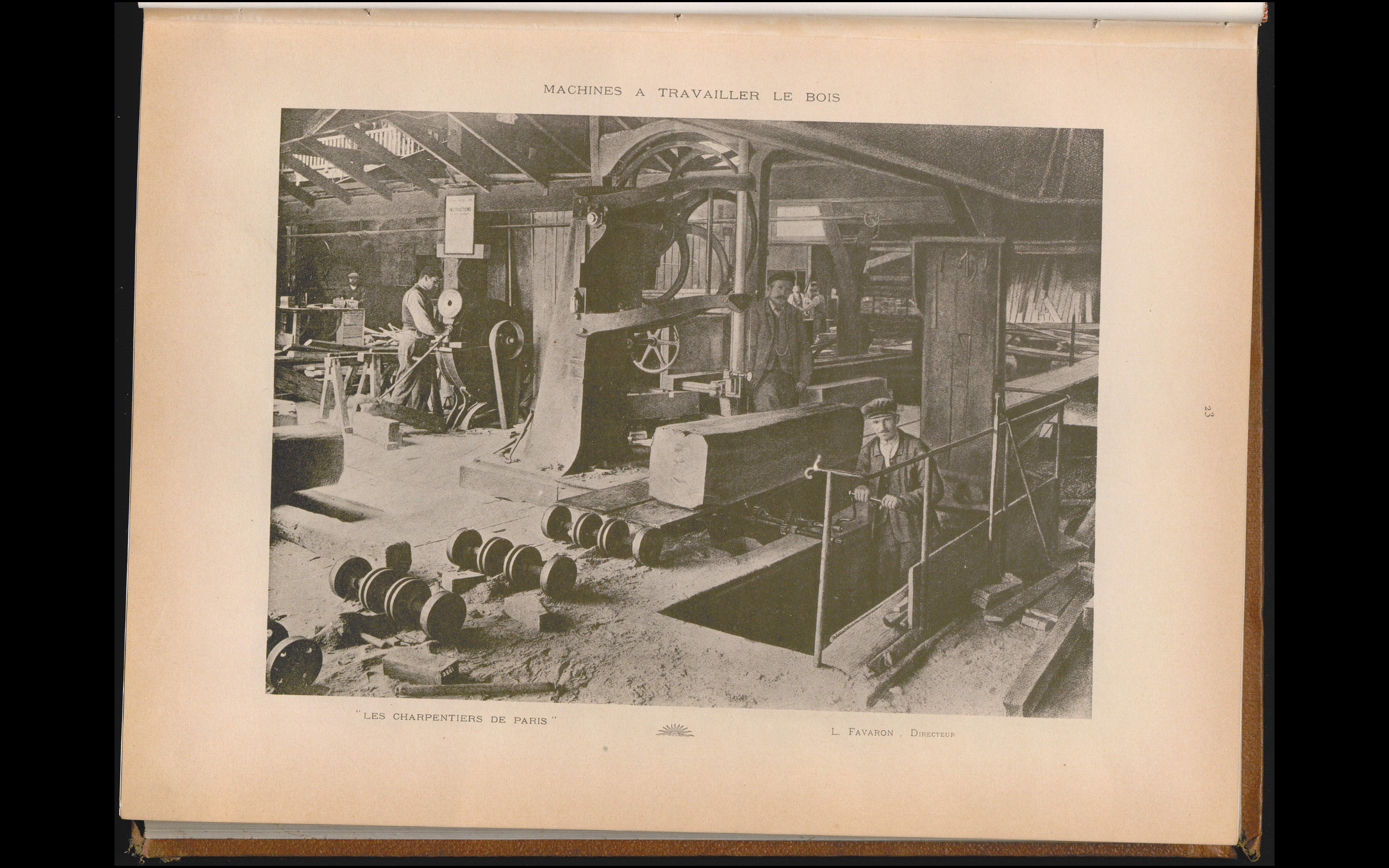
Machines à travailler le bois
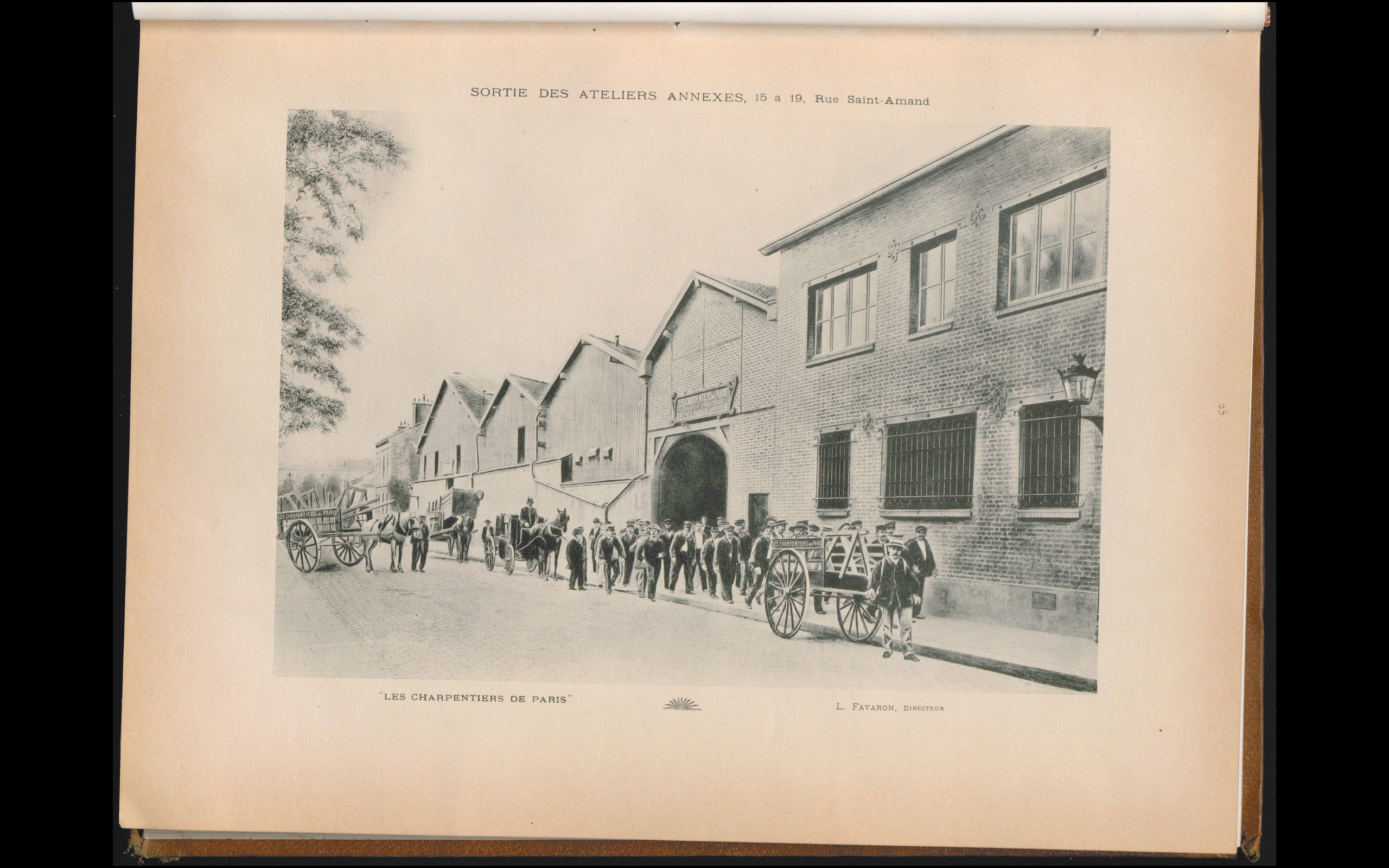
Sortie des ateliers, Rue Saint-Amand (Paris)
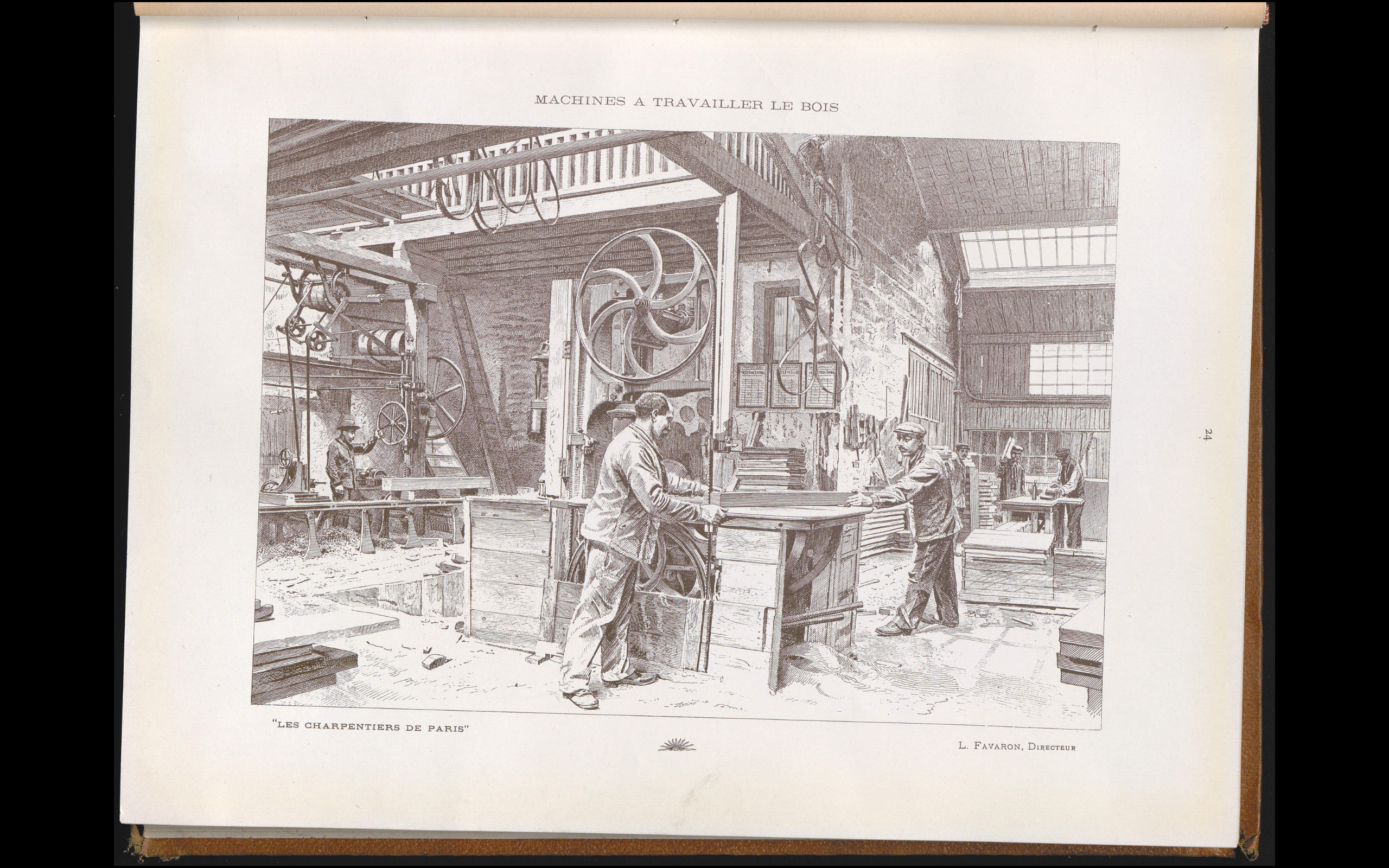
Gravure d'une machine à travailler le bois

### Mutation duXXesiècle

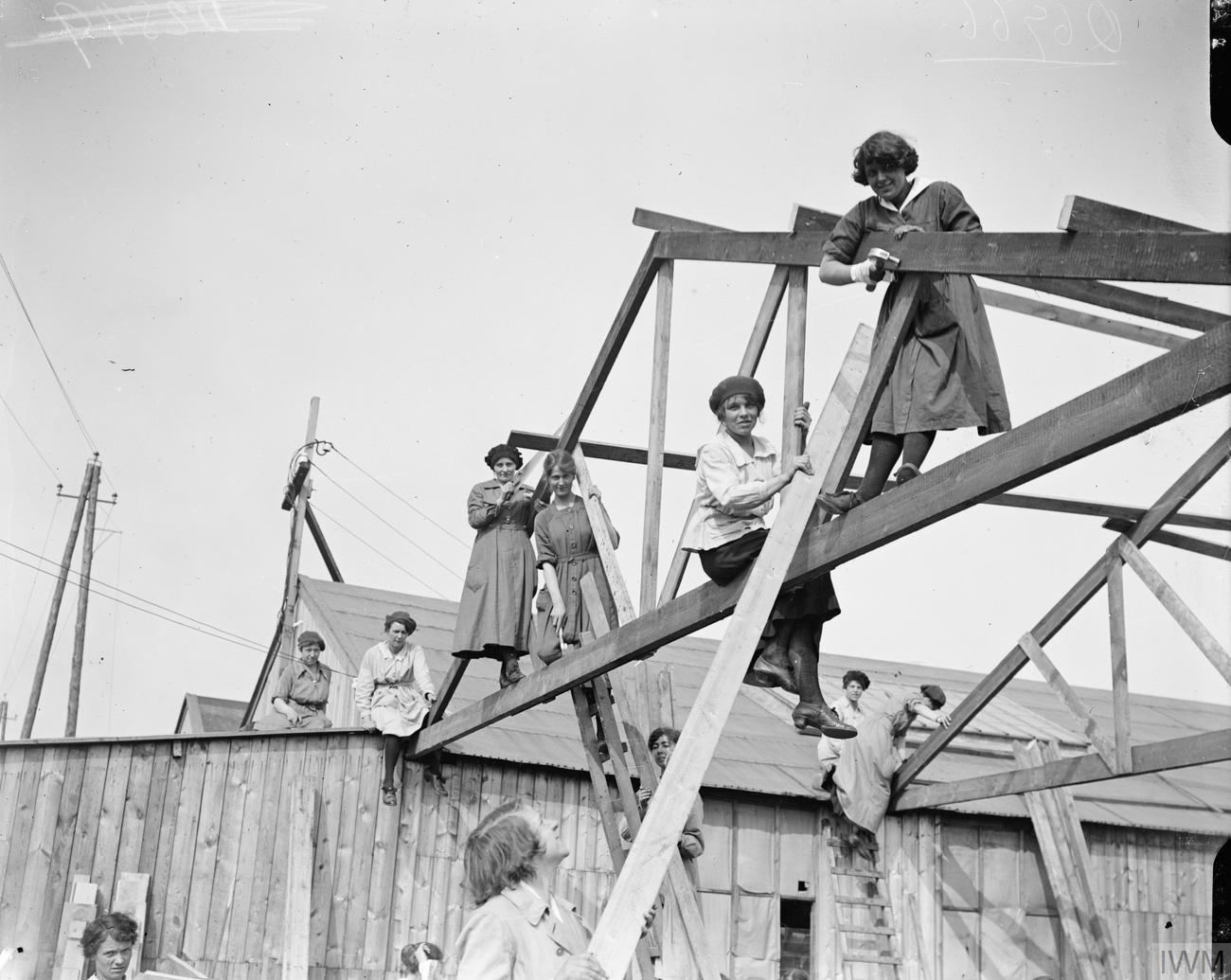
Le 26 juin 1918 près de Calais, un groupe de femmes employées comme charpentier assemblent une construction préfabriquée britannique, à usage militaire, produite par l'entreprise de Walter George Tarrant. (Durant le Premier conflit mondial, beaucoup de femmes participent à l'effort de guerre, en remplaçant les hommes partis combattre au front pour de multiples tâches jusqu'alors pourtant considérées comme masculines).

D'autres matériaux sont entrés en concurrence du bois : la fonte, le fer forgé, l'acier et enfin le béton. Une pénurie de bois occasionnée par l'emploi massif de celui-ci dans les forges industrielles et plus tard comme moyen de chauffe dans l'industrie, conduira à la marginalisation de l'emploi du bois en construction mais aussi la marginalisation de la profession. Une autre raison invoquée réside dans le nombre important de charpentiers morts lors de la Première Guerre mondiale où ils furent employés à l'étaiement des tranchées. Une grande tradition de bois se perpétue aux États-Unis et au Canada (90 % des maisons individuelles y sont construites en bois) et trouve à ressurgir sur l'Europe à la fin du XXe siècle dans l'emploi d'ossatures en bois, (bois tendres essentiellement.

### Période contemporaine
Que ce soit en atelier, par le tracé de l'épure, le choix des bois et leur façonnage ou sur le chantier, au montage des structures de chantier, le charpentier a des compétences précises et multiples. En entreprise industrielle ou artisanale, il est ouvrier hautement qualifié ou cadre. Il peut aussi devenir formateur ou travailler en bureau d'études.
Les débouchés sont nombreux car le charpentier fabrique et monte des « structures bois » de toutes les constructions : du hangar industriel à la grange de ferme en passant par l'atelier de stockage d'un magasin. Il réalise les toits de pavillons, d'immeubles et d'églises, fabrique les chalets, les moulins, les ponts et les maisons préfabriquées à ossature bois (MOB)…
Il conçoit, façonne et pose les planchers, les revêtements de passage, les colombages de maisons anciennes. Le charpentier exécute également les coffrages pour béton apparent.

## Outils avant la mécanisation

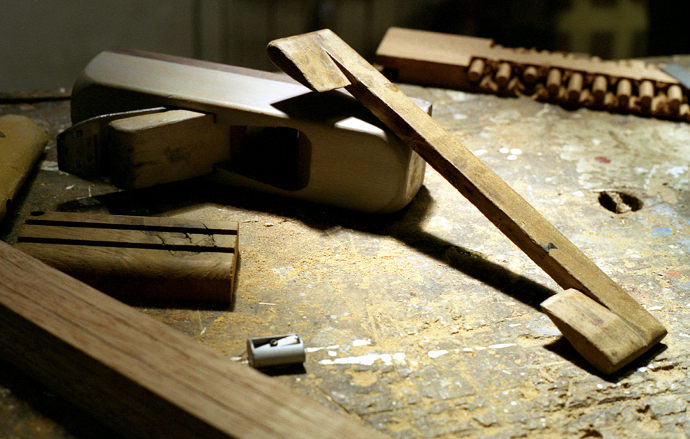
Trusquin à mâturer (posé sur un rabot).

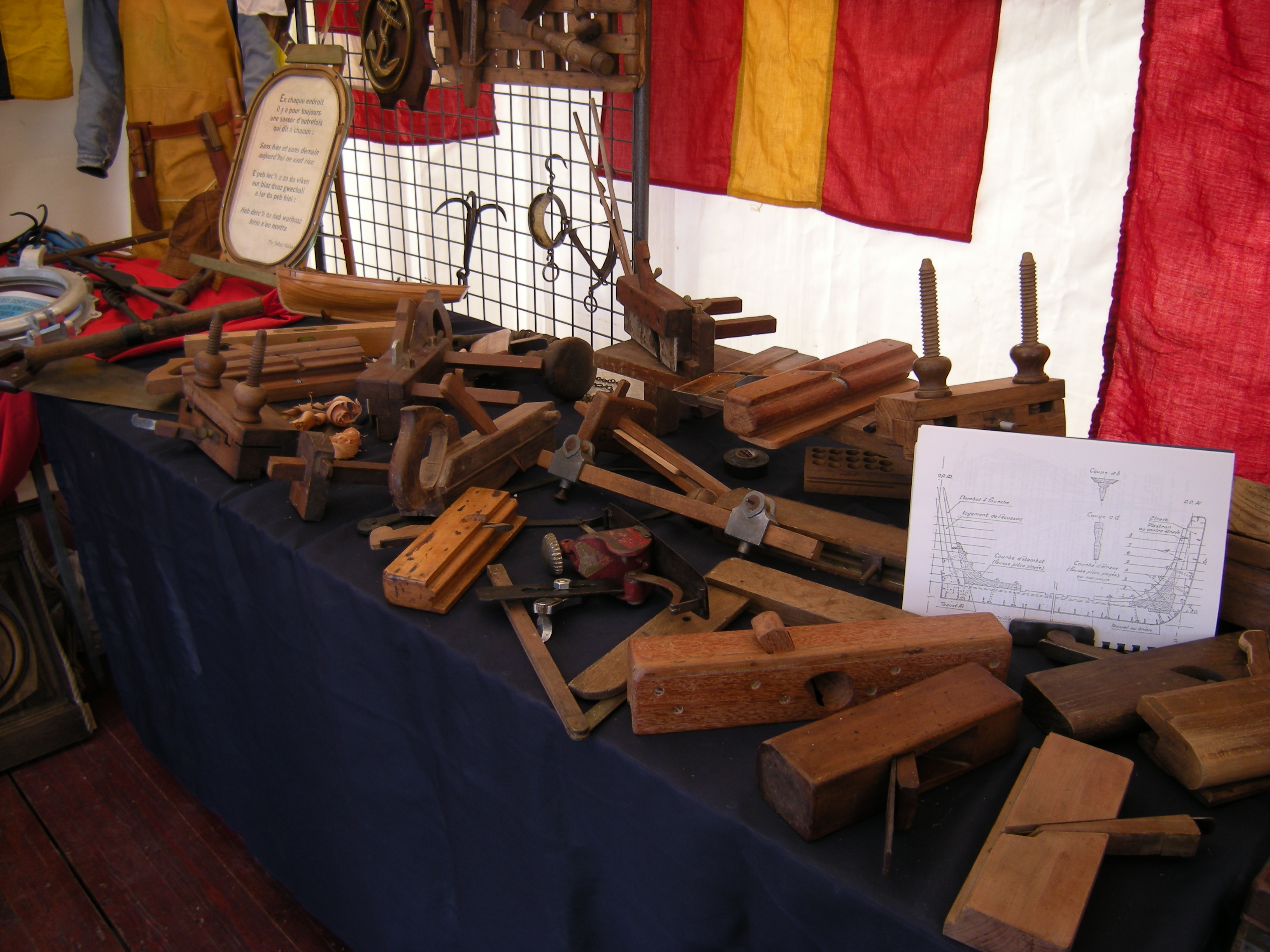
Outils de charpentier bateau.

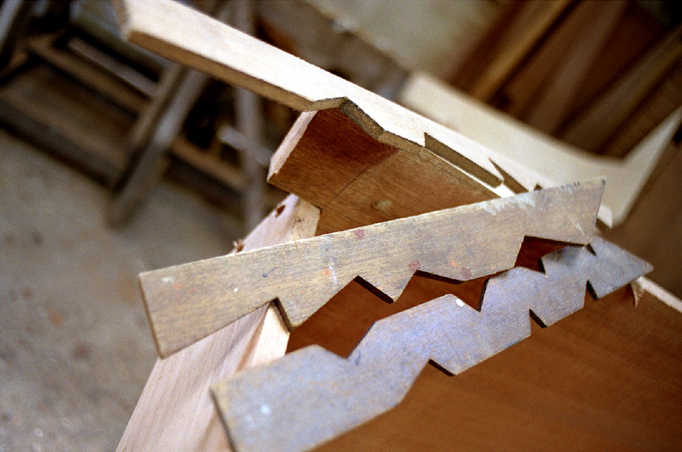
Grimachaille.

Pour le travail du bois, ils sont communs à ceux de menuisier :
- De traçage : règle graduée ou non, équerre, équerre alsacienne, équerre japonaise, fausse équerre, équerre à angle, trusquin, trusquin à mâturer (construction navale), traceur de courbe, compas d'épaisseur, compas de traçage et crayon ou pointe, fil à plomb, cordeau, cordex, niveau, grimachaille[10].
- De sciage : scies diverses (à tenons, à chantourner, guichet, à cheville...)
- De tranchage : rabots (plans et de différents profil), gouges, varlopes, râpes, ciseaux, planes, herminette, doloire, bisaiguë, 1/2 bisaiguë, ébauchoir
- De serrage : étaux, valets, claveaux, boîtes à coupe ou à onglets, presses à plane, presses à placage, servantes
- De perçage : chignoles, vilebrequins, mèches, amorçoirs, tarières, vrilles, drilles
- De frappe : marteaux, maillets, massettes, masse
- De finition : rabots, racloirs, rifloirs, tarabiscots
- Divers : tenailles, chauffe colle, avoyeur à scie, tournevis, pied de biche

## Formations

### France
Son métier obéit à des règles précises qui ont longtemps été transmises par le compagnonnage et maintenant aussi par des filières professionnelles contrôlées par les pouvoirs publics et les regroupements du métier. Il existe six diplômes :
- CAP Charpente ;
- BEP techniques du toit ; bois et matériaux associés
- Brevet professionnel charpentier ;
- Bac professionnel technicien constructeur bois (TCB) ;
- Bac technologique ;
- Titre professionnel Charpentier Bois
- BTS systèmes constructifs bois et habitat (SCBH) ; Technico-commercial, option bois et dérivés ;
- Licence professionnelle construction bois ;
- École d'ingénieur.